# Непрерывное множество
Непрерывное множество ― линейно упорядоченное множество {\displaystyle X}, все собственные сечения которого являются дедекиндовыми сечениями, то есть при любом разбиении {\displaystyle X} на два непустых подмножества {\displaystyle A} и {\displaystyle B} таком, что каждый элемент из {\displaystyle A} предшествует каждому элементу из {\displaystyle B}, либо в {\displaystyle A} есть наибольший элемент, но в {\displaystyle B} нет наименьшего элемента, либо в {\displaystyle A} нет наибольшего элемента, но в {\displaystyle B} есть наименьший элемент.